# Garcinia amazonica
Garcinia amazonica là một loài thực vật có hoa trong họ Bứa. Loài này được ined. mô tả khoa học đầu tiên.